# Saison 2020-2021 du CR Belouizdad
 (juillet 2021).
Si vous disposez d'ouvrages ou d'articles de référence ou si vous connaissez des sites web de qualité traitant du thème abordé ici, merci de compléter l'article en donnant les références utiles à sa vérifiabilité et en les liant à la section « Notes et références ».
Maillots
Chronologie
Saison précédente Saison suivante
La saison 2020-2021 du CR Belouizdad est la 56e saison du club en première division algérienne. L'équipe est en compétition en Ligue 1, en Coupe d'Algérie et en Ligue des Champions de la CAF.

## Effectif professionnel actuel
Le tableau suivant liste l'effectif professionnel du CRB pour la saison 2020-2021. 

## Joueurs prêtés
Le tableau suivant liste les joueurs en prêt pour la saison 2020-2021.
| N° | P. | Nat.                 | Nom                        | Date de naissance   | Sélection   | Club en prêt  |  |
| 40 | G  | Drapeau de l'Algérie | Redouane Maâchou           | 04/02/2001 (24 ans) | Algérie U17 | USM Bel Abbès |  |
| 25 | A  | Drapeau du Niger     | Boubacar Soumana Hainikoye | 07/10/1998 (26 ans) | Niger       | NC Magra      |  |

## Compétitions
| Championnat d'Algérie | Coupe d'Algérie | Ligue des champions   | Supercoupe d'Algérie |
| --------------------- | --------------- | --------------------- | -------------------- |
| Cinquième 7 points    | -               | Deuxième tour (Aller) | Vainqueur            |
| 2V 1N 0D              | 0V 0N 0D        | 3V 0N 0D              | 1V 0N 0D             |
| TOTAL : 6V 1N 0D      |                 |                       |                      |

### Championnat d'Algérie
La Ligue 1 2020-2021 est la cinquante-septième édition du Championnat d'Algérie de football et la dixième sous l'appellation « Ligue 1 ». L'épreuve est disputée par vingt clubs réunis dans
un seul groupe et se déroulant par matches aller et retour, soit une série de trente-huit  rencontres. Les trois premières places de ce championnat sont qualificatives pour les compétitions africains que sont la Ligue des champions et la Coupe de la confédération.

#### Classement
Le CR Belouizdad est champion
| Rang | Équipe          | Pts | J  | G  | N  | P  | Bp | Bc | Diff | Qualification ou relégation                         |
| ---- | --------------- | --- | -- | -- | -- | -- | -- | -- | ---- | --------------------------------------------------- |
| 1    | CR Belouizdad T | 79  | 38 | 22 | 13 | 3  | 69 | 27 | +42  | Qualification pour la Ligue des champions de la CAF |
| 2    | ES Sétif -1*    | 72  | 38 | 21 | 9  | 8  | 69 | 32 | +37  | Qualification pour la Ligue des champions de la CAF |
| 3    | JS Saoura -3*   | 69  | 38 | 20 | 9  | 9  | 60 | 30 | +30  | Qualification pour la Coupe de la confédération     |
| 4    | USM Alger       | 65  | 38 | 19 | 8  | 11 | 62 | 39 | +23  |                                                     |
| 5    | JS Kabylie L    | 61  | 38 | 17 | 10 | 11 | 44 | 33 | +11  | Qualification pour la Coupe de la confédération     |

## Statistiques

### Classement des buteurs
| Place | Nom                 | Ligue 1 | Coupe d'Algérie | Ligue des champions | Supercoupe d'Algérie | TOTAL  |
| ----- | ------------------- | ------- | --------------- | ------------------- | -------------------- | ------ |
| 1     | Amir Sayoud         | 1       | -               | 3                   | 1                    | 5 buts |
| 2     | Larbi Tabti         | 1       | -               | 1                   | -                    | 2 buts |
| 2     | Hamza Bellahouel    | 1       | -               | 1                   | -                    | 2 buts |
| 2     | Marcellin Koukpo    | -       | -               | 1                   | 1                    | 2 buts |
| 3     | Chemseddine Nessakh | -       | -               | 1                   | -                    | 1 but  |
| 3     | Chouaib Keddad      | -       | -               | 1                   | -                    | 1 but  |
| 3     | Maecky Ngombo       | -       | -               | 1                   | -                    | 1 but  |

### Classement des passeurs
| Place | Nom           | Ligue 1 | Coupe d'Algérie | Ligue des champions | Superoupe d'Algérie | TOTAL    |
| ----- | ------------- | ------- | --------------- | ------------------- | ------------------- | -------- |
| 1     | Amir Sayoud   | 1       | -               | 1                   | 1                   | 3 passes |
| 2     | Rayan Hayes   | 1       | -               | -                   | -                   | 1 passe  |
| 2     | Larbi Tabti   | -       | -               | 1                   | -                   | 1 passe  |
| 2     | Maecky Ngombo | -       | -               | 1                   | -                   | 1 passe  |
| 2     | Bellahouel    | 1       | -               | -                   | -                   | 1 passe  |